# Cerapachys gilesi
Cerapachys gilesi é uma espécie de formiga do gênero Cerapachys.